# Jonas Fransson
För fysikprofessorn med samma namn, se Jonas Fransson (fysiker)
 Jonas Fransson, född 20 februari 1980 i Tranås, är en svensk före detta professionell ishockeymålvakt som sist spelade för Västerviks IK. Mellan 2019 och 2022 var Fransson målvaktstränare i SHL-klubben Linköping HC. 

## Klubbar
- Tranås AIF Hockey
- HV71
- Leksands IF
- IFK Arboga IK
- Rögle BK
- Linköpings HC
- Stavanger Oilers
- EfB Ishockey
- VIK Västerås HK
- Västerviks IK